# Georgi Edişeraşvili
Georgi Edişeraşvili –en georgiano, გიორგი ედიშერაშვილი, Guiorgui Edisherashvili– (Tiflis, URSS, 17 de marzo de 1988) es un deportista azerbaiyano de origen georgiano que compite en lucha libre. Ganó tres medallas de oro en el Campeonato Europeo de Lucha, entre los años 2013 y 2018.

## Palmarés internacional
| Representando a Georgia    |                   |                |           |
| Campeonato Europeo         |                   |                |           |
| Año                        | Lugar             | Medalla        | Categoría |
| 2013                       | Tiflis (Georgia)  | Medalla de oro | 55 kg     |
| Representando a Azerbaiyán |                   |                |           |
| Campeonato Europeo         |                   |                |           |
| Año                        | Lugar             | Medalla        | Categoría |
| 2017                       | Novi Sad (Serbia) | Medalla de oro | 57 kg     |
| 2018                       | Kaspisk (Rusia)   | Medalla de oro | 57 kg     |